# Eslovenia en los Juegos Paralímpicos de Sídney 2000
Eslovenia estuvo representada en los Juegos Paralímpicos de Sídney 2000 por un total de 17 deportistas, 15 hombres y dos mujeres.

## Medallistas
El equipo paralímpico esloveno obtuvo las siguientes medallas:
| Nombre           | Deporte   | Evento                             |
| ---------------- | --------- | ---------------------------------- |
| Oro              |           |                                    |
| —                |           |                                    |
| Plata            |           |                                    |
| Franjo Izlakar   | Atletismo | Peso F37 masculino                 |
| Franc Pinter     | Tiro      | Rifle de aire de pie SH1 masculino |
| Bronce           |           |                                    |
| Dragica Lapornik | Atletismo | Peso F55 femenino                  |
| Janez Roškar     | Atletismo | Jabalina F55 masculino             |